# Richard Marquand
Richard Marquand (Cardiff, 22 settembre 1937 – Tunbridge Wells, 4 settembre 1987) è stato un regista britannico, noto soprattutto per aver diretto il terzo film della saga di Guerre stellari (sesto secondo la cronologia interna all'opera), Il ritorno dello Jedi.

## Biografia
Marquand nacque a Cardiff, da Rachel E. Rees e Hilary Marquand, membro del parlamento inglese. Frequentò la Emanuel School, l'università d'Aix-Marseille, a Marsiglia e il King's College, a Cambridge. Nel 1970, iniziò a sceneggiare e dirigere film per la televisione e il cinema, tra cui La cruna dell'ago (1981) e Doppio taglio (1985).
Marquand fu poi scelto da George Lucas, che lo notò dopo aver visto La cruna dell'ago, per dirigere l'episodio finale della saga fantascientifica Guerre stellari - Il ritorno dello Jedi. Marquand è stato l'unico regista non americano a dirigere un film di Guerre stellari.
Nel 1987, Marquand diresse Hearts of Fire, film incentrato sull'icona della musica Bob Dylan. Il film fu accolto tiepidamente da critica e pubblico, e fu riciclato come direct-to-video in gran parte del mondo (ad eccezione dell'Inghilterra, dove fu distribuito nei cinema). Nel 1987, Marquand morì di ictus nel Kent, a 49 anni.

## Filmografia

### Regista
- Il testamento (The Legacy) (1979)
- La nascita dei Beatles (Birth of the Beatles) (1979)
- La cruna dell'ago (Eye of the Needle) (1981)
- Il ritorno dello Jedi (Star Wars: Return of the Jedi) (1983)
- Fino a settembre (Until September) (1984)
- Doppio taglio (Jagged Edge) (1985)
- Hearts of Fire (1987)

### Produttore
- Hearts of Fire (1987)

### Attore
- Guerre stellari - Il ritorno dello Jedi (Star Wars: Return of the Jedi) (1983)